# Max-Morlock-Stadion
Max-Morlock-Stadion je stadion u njemačkom gradu Nürnbergu. Izgrađen je 1928. Kapaciteta je 47 000 sjedećih mjesta. Od 1966. na njemu svoje domaće utakmice igra Nürnberg, nogometni klub iz istoimenog grada. Na njemu je odigrano i pet utakmica Svjetskoga nogometnoga prvenstva, koje se 2006. održalo u Njemačkoj.

## Promjene imena
Od svojega otvorenja 1928. godine, pa sve do 1991. ovaj se stadion zvao Urban Stadion. 14. ožujka 2006. stadion je dobio današnje ime (EasyCredit-Stadion) i to ime će zadržati do 2011., kada će se stadion preimenovati u DZ Bank AG Stadion.